# ヨルダンの国歌
ヨルダンの国歌は、アブドゥルムニイム・アッ＝リファーイー (عبدالمنعم الرفاعي) 元首相が1937年に作詞、1938年に アブドゥルカーディル・アッ＝タニール (عبدالقادر التنير) が作曲し、同年に制定された、国王及びハーシム王家賛美の歌である。